# Kortoorvos
De kortoorvos (Atelocynus microtis) is een roofdier uit de familie van hondachtigen (Canidae). Het is de enige soort van het geslacht Atelocynus. 

## Kenmerken
Ze hebben een lengte van 72-100 cm, met een zwarte, bossige staart van 30 cm en een schouderhoogte van 25 cm. Ze wegen ongeveer 10 kg. Ze hebben een korte, fluwelige vacht. De rug is grijs tot zwart, de buik grijs met een roodbruine kleur. 

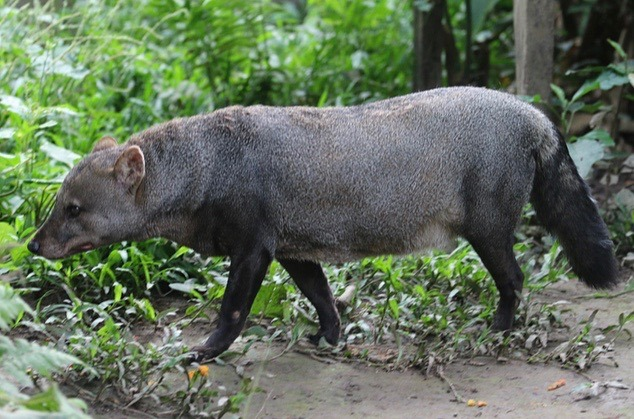
Een zijaanzicht van de kortoorvos

## Leefwijze
Ze eten vis, insecten, kleine zoogdieren, fruit, krabben, vogels, kikkers en reptielen. Het zijn solitaire dieren en gaan 's nachts op jacht. Van de voortplanting is weinig bekend. 

## Verspreiding
Ze leven in het noorden van Zuid-Amerika, in het Amazoneregenwoud in Brazilië, Colombia, Ecuador, Peru en Bolivia.
Er worden twee ondersoorten erkend:
- Atelocynus microtis microtis
- Atelocynus microtis sclateri

## Galerij

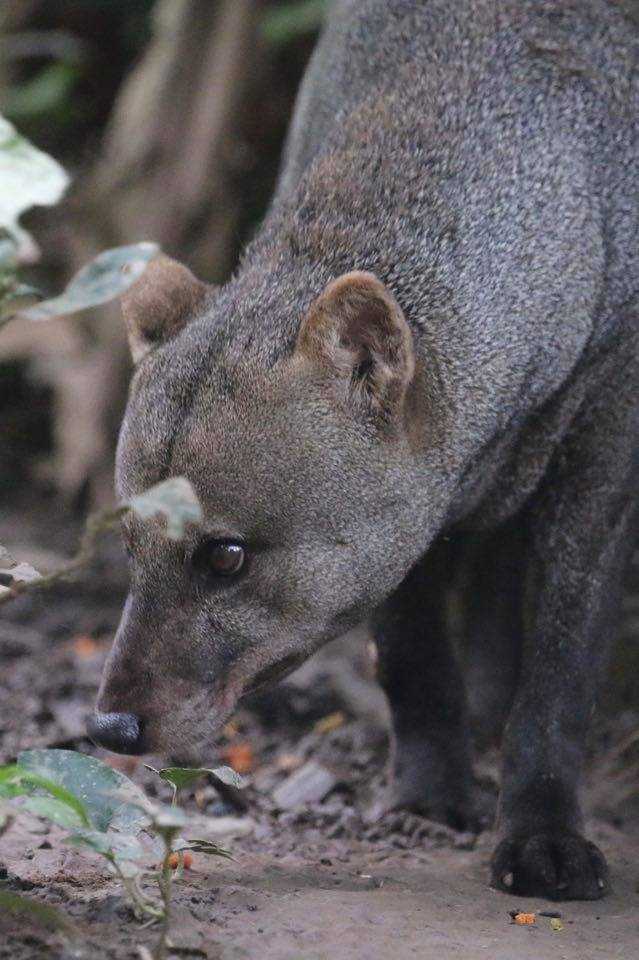
Close-up van de kop
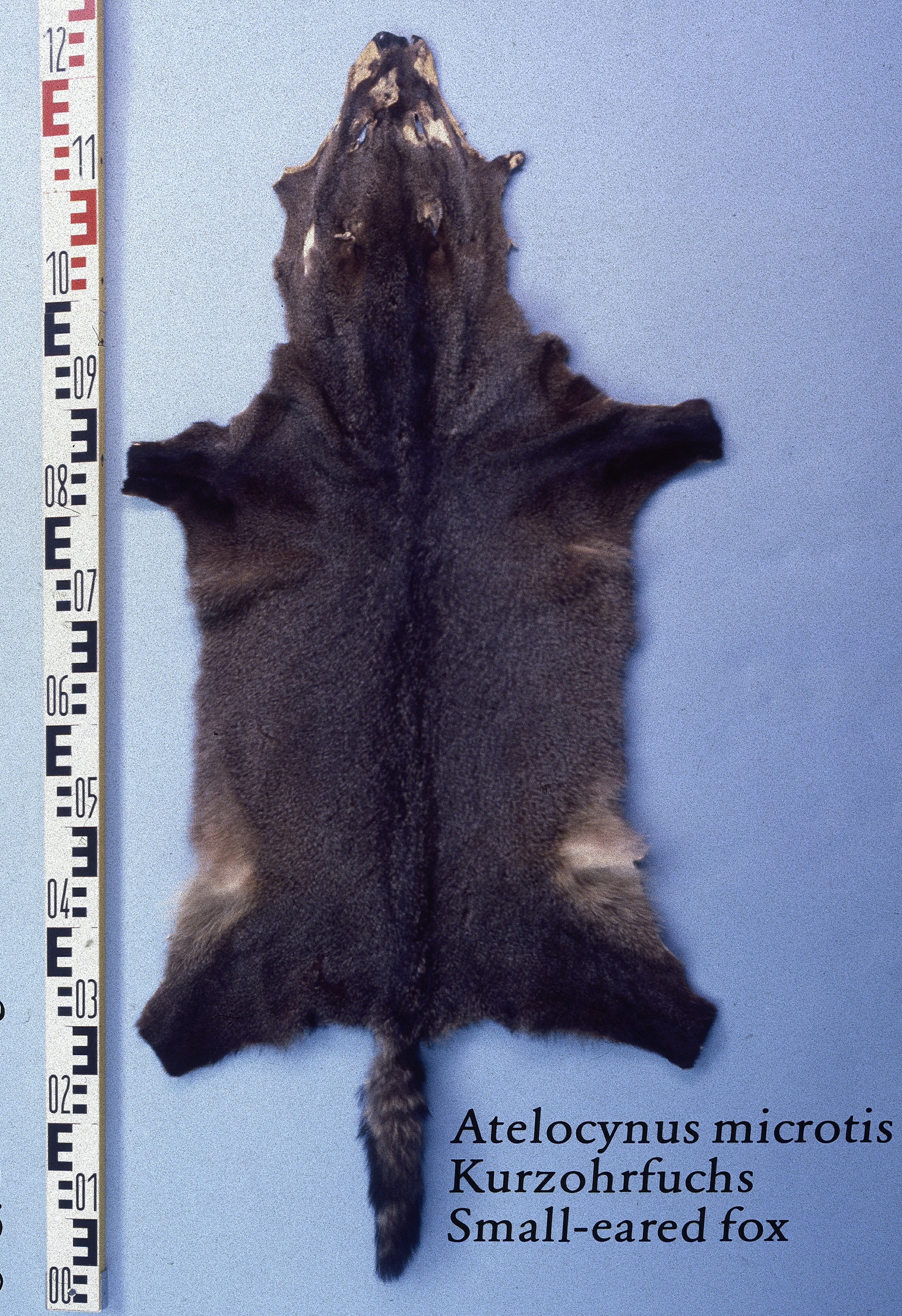
Foto van de huid van een kortoorvos
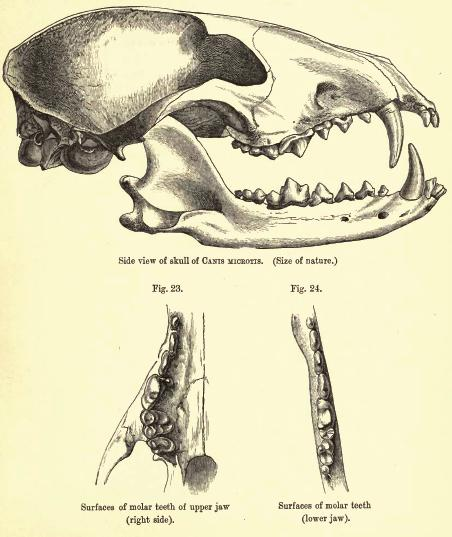
Illustratie van de schedel van de kortoorvos